# Daniel Louis
Daniel Louis (* 12. Oktober 1953 in Montréal, Québec, Kanada) ist ein kanadischer Filmproduzent und Produktionsleiter.

## Leben
In seiner bisherigen über 25-jährigen Berufslaufbahn war er in etwa 20 Filmen als Produktionsleiter tätig und hat über 35 Filme produziert, zum Beispiel die Oscar-prämierte Tragikomödie Die Invasion der Barbaren (2003) von Regisseur Denys Arcand mit Rémy Girard in der Hauptrolle und den Eishockeyfilm Maurice Richard von Regisseur Charles Binamé mit Roy Dupuis in der Titelrolle.
Louis gewann 1992 den Daytime Emmy Award für Vincent und ich in der Kategorie Outstanding Children's Special. 2004 wurde er beim BAFTA Award für Die Invasion der Barbaren als Bester nicht-englischsprachiger Film nominiert. Einen Prix Jutra erhielt er 2004 für Die Invasion der Barbaren als Bester Film. Eine Nominierung für diesen Preis gab es 2006 für Maurice Richard als Bester Film.
Beim Genie Award bekam er 2002 einen Golden Reel Award für Nuit de noces. 2004 folgte diese Auszeichnung für Die Invasion der Barbaren als Bester Film. 2005 wurde Louis für Ma vie en cinémascope als Bester Film für einen Genie nominiert. 2007 gab es eine Nominierung bei den 27. Genie Awards für Maurice Richard als Bester Film.

## Filmografie (Auswahl)

### Filmproduzent
- 1987: Le Frère André
- 1990: Vincent und ich (Vincent et moi)
- 1991: Montréal vu par…
- 1991: Geheimnisse eines Sommers (El Verano del potro)
- 1994: Im Zug der Leidenschaft (Mouvements du désir)
- 1995: Confessionnal (Le Confessionnal)
- 2000: Die Witwe von Saint-Pierre (La Veuve de Saint-Pierre)
- 2001: Nuit de noces
- 2002: Dem Paradies ganz nah (Au plus près du paradis)
- 2003: Die Invasion der Barbaren (Les Invasions barbares)
- 2003: Die kleine Lili (La Petite Lili)
- 2004: Ma vie en cinémascope
- 2005: Aurore
- 2005: Maurice Richard

### Produktionsleiter
- 1980: Das kann noch nicht der Winter sein… (Ça peut pas être l'hiver, on n'a même pas eu d'été)
- 1980: Der Eiserne Vorhang (Final Assignment)
- 1984: Die Frau im Hotel (La Femme de l’hôtel)
- 1984: Der Schneeballkrieg (La Guerre des tuques)
- 1986: New York Police Plaza (One Police Plaza)
- 1986: Bevor die Falle zuschnappt (Morning Man)
- 1986: Im Schatten der Macht (Pouvoir intime)
- 1988: Tommy Tricker und die Briefmarkenbande (Tommy Tricker and the Stamp Traveller)
- 1988: À corps perdu – Besinnungslos (À corps perdu)